# 제68회 NHK 홍백가합전
《제68회 NHK 홍백가합전》(일본어: 第68回NHK紅白歌合戦, だいろくじゅうはちかいエヌエイチケイこうはくうたがっせん 다이로쿠주하치카이에누에이치케이코하쿠우타갓센[*])는 2017년 12월 31일에 방송하는 통산 68회째인 NHK 홍백가합전이다.

## 개요
2011년 이후 6년 만에 한국그룹이 출장하였다. (트와이스)

## 사회자
- 종합사회 - 우치무라 테루요시·쿠와코 마호 아나운서
- 홍조(紅組)사회 - 아리무라 카스미
- 백조(白組)사회 - 니노미야 카즈나리

## 게스트 심사원
- 카토 히후미 : 쇼기기사이자 센다이시라유리여자대학 객원교수로, 2017년, 제 30기 용왕전 6조(6組) 승급자 결정전을 끝으로 현역 은퇴.
- 스즈키 료헤이 : 2017년 NHK 『방송 90년 대하판타지 「정령의 수호자」슬픈 파괴신~최종장』에서 휴고 역을 맡았고, 2018년 방영할 NHK 대하드라마 『세고돈』의 주인공 사이고 다카모리 역.
- 타카하시 잇세이 : 2017년 NHK 대하드라마 『여자 성주 나오토라』의 오노 미치요시 역 및 하반기 연속 TV 소설 『와로텐카』의 이노 시오리 역.
- 하야시 마리코 : 소설가로, 『세고돈』의 원작자.
- 미야모토 노부코 : 2017년 연속 TV 소설 『병아리』에서 마키노 스즈코 역.
- 무라카미 마이 : 체조선수로, 2017년 세계 기계 체조 선수권 대회·여자 개인 마루운동에서 우승.
- 무라타 료타 : 권투선수. 2017년 WBA 세계 미들급 왕좌를 획득.
- 요시오카 리호 : NHK 야마구치 방송국에서 만든 드라마 『낭독가게』에서 사와다 히토미 역. 이 드라마는 2017 도쿄 드라마 어워드에서 로컬 드라마 상을 수상하였다.

## 출장 가수
진한 글씨는 첫 출장을 나타냄.

괄호 안의 숫자는 출장횟수를 나타냄.

### 1부
- 아카구미(紅組) :
  - Little Glee Monster (1) 〈好きだ。〜夢を歌おう ver.〜〉
  - E-girls (5) 〈Love ☆ Queen〉
  - SHISHAMO (1) 〈明日も〜紅白2017ver.〜〉
  - AI (3) (x 와타나베 나오미) 〈キラキラ〉
  - 오카 미도리 (1) 〈佐渡の夕笛〉
  - 이치카와 유키노 (2) 〈人生一路〉
  - 덴도 요시미 (22) 〈道頓堀人情〉
  - 쿠라키 마이 (4) 〈渡月橋 〜君 想ふ〜〉
  - 트와이스 (1) 〈TT -Japanese ver.-〉
  - 미즈모리 카오리 (15) 〈早鞆ノ瀬戸〉
  - 시마즈 아야 (4) 〈The Rose〉

- 시로구미(白組) :
  - Hey! Say! JUMP (1) 〈Come On A My House〉
  - 야마우치 케이스케 (3) 〈愛が信じられないなら〜貴公子たちの舞踏会〜〉
  - 미야마 히로시 (3) 〈男の流儀〜けん玉世界記録への道〜〉
  - 타케하라 피스톨 (1) 〈よー、そこの若いの〉
  - Sexy Zone (5) 〈ぎゅっと〉
  - 후쿠다 코헤이 (4) 〈王将〉
  - 三代目 J Soul Brothers (6) 〈HAPPY〜紅白スペシャルバージョン〜〉
  - SEKAI NO OWARI (4) 〈RAIN〉
  - 미우라 다이치 (1) 〈三浦大知 紅白スペシャル〉
  - WANIMA (1) 〈ともに〉
  - 고 히로미 (30) 〈2億4千万の瞳〜GO! GO! バブルリミックス〜〉

### 2부
- 아카구미(紅組) :
  - 케야키자카46 (2) 〈不協和音〉
  - 사카모토 후유미 (29) 〈男の火祭り〉
  - 니시노 카나 (8) 〈パッ〉
  - 노기자카46 (3) 〈インフルエンサー〉
  - 마츠다 세이코 (21) 〈新しい明日〉
  - 시이나 링고 (5) X 토타스 마츠모토 (1) 〈目抜き通り〉
  - Perfume (10) 〈TOKYO GIRL〉
  - AKB48 (10) 〈視聴者が選んだ夢の紅白SPメドレー〉
  - 마쓰 다카코 (3) 〈明日はどこから〉
  - Superfly (2) 〈愛をこめて花束を〉
  - 다카하시 마리코 (5) 〈for you…〉
  - 이시카와 사유리 (40) 〈津軽海峡・冬景色〉

- 시로구미(白組) :
  - 칸쟈니∞ (6) 〈なぐりガキBEAT〉
  - 후쿠야마 마사하루 (10) 〈トモエ学園〉
  - TOKIO (24) 〈AMBITIOUS JAPAN!〉
  - 이츠키 히로시 (47) 〈夜空〉
  - 히라이 켄 (8) 〈ノンフィクション〉
  - 시이나 링고 (5) X 토타스 마츠모토 (1) 〈目抜き通り〉
  - X JAPAN (8) 〈ENDLESS RAIN 2017 紅白スペシャル〉
  - 엘리펀트 카시마시 (1) 〈今宵の月のように〉
  - 호시노 겐 (3) 〈Family Song〉
  - 아라시 (9) 〈嵐×紅白スペシャルメドレー〉
  - 히카와 키요시 (18) 〈きよしのズンドコ節〉
  - 유즈 (8) 〈栄光の架橋〉